# نيشان إسماعيل الساماني
نيشان إسماعيل الساماني (بالطاجيكية: Ордени Исмоили Сомонӣ) هو أعلى وسام في طاجيكستان. سُمي باسم إسماعيل بن أحمد، المعروف أيضًا باسم إسماعيلي سوموني.